# Playa Las Roquitas
Playa Las Roquitas con sus 1.740 metros de largo, se encuentra al norte de la ciudad de Caleta Olivia, con asentamiento en el Barrio Mar del Plata, más precisamente en la cuenca del golfo San Jorge.
Esta playa es muy concurrida por vecinos de Caleta Olivia, en el verano suele ser muy concurrida para pasar tardes a la luz del sol.
Además, este balneario cuenta en verano con un personal de guardavidas dispuestos a salvar a aquel o aquella persona que lo necesite.

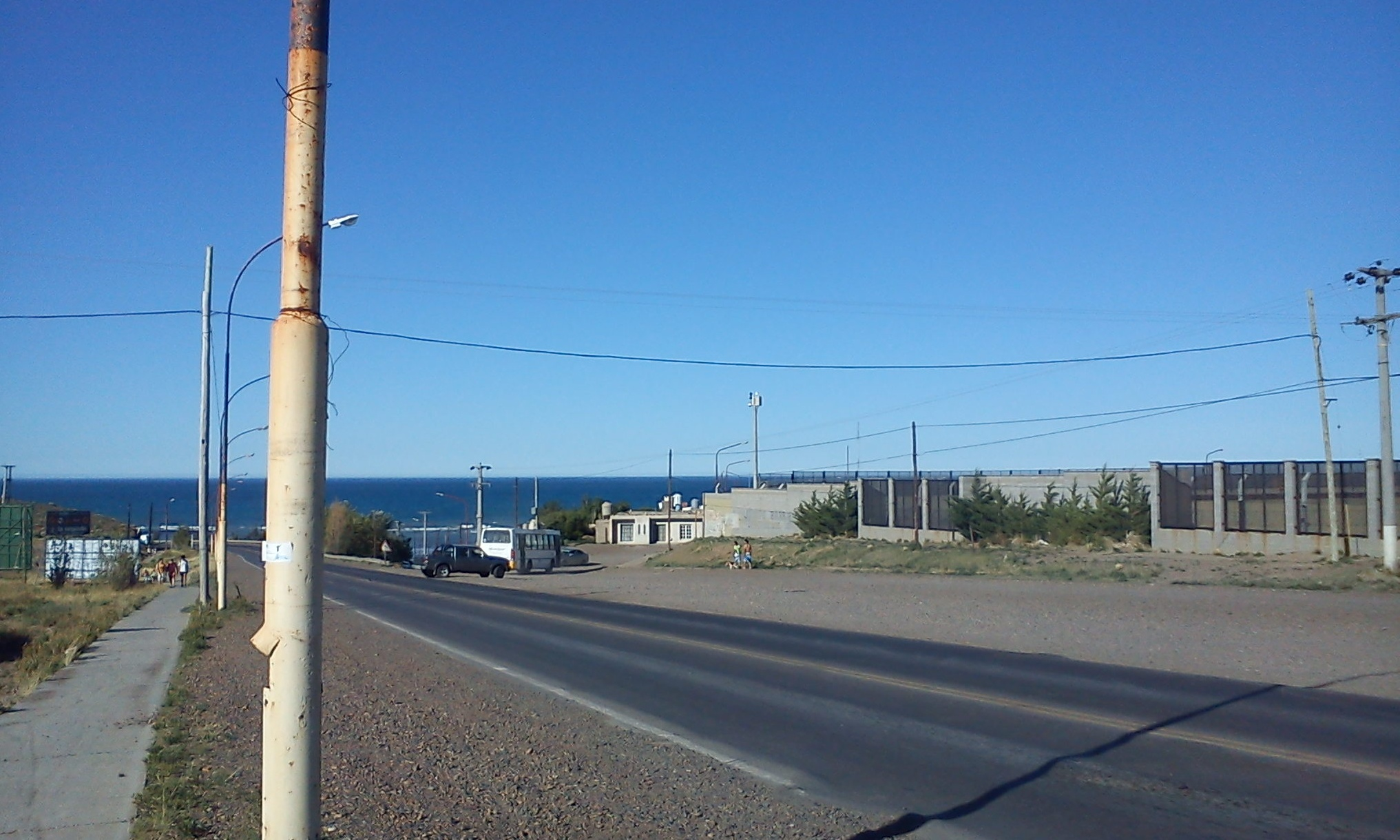
Vista a la playa desde Avda. Méndez y Montealegre

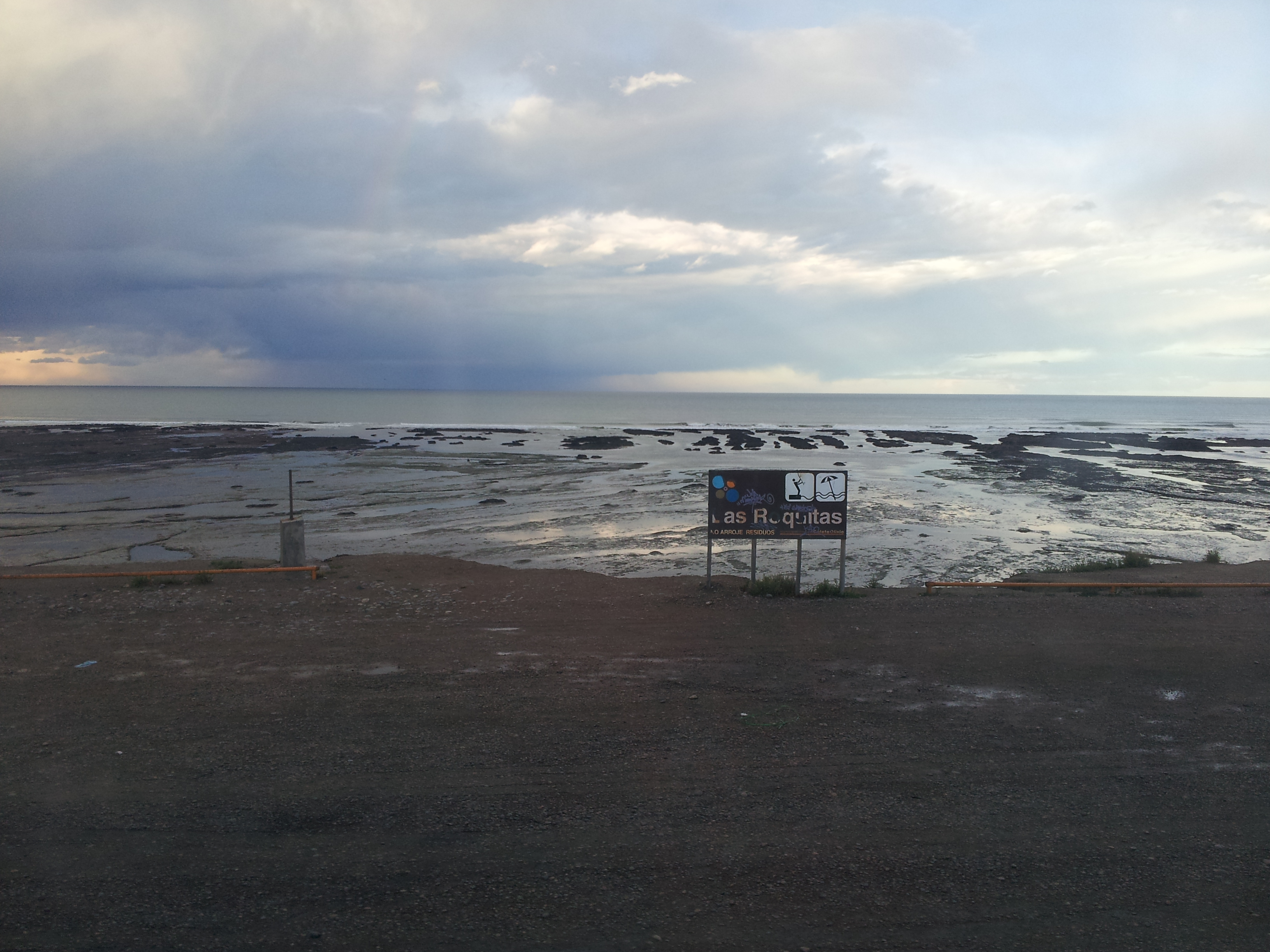
Vista a la playa y cartel indicador